# Scorpion (album Eve)
Scorpion – drugi studyjny album amerykańskiej raperki Eve, wydany 6 marca 2001 roku. Okazał się wielkim sukcesem. Został nominowany do nagrody Grammy. Zadebiutował na 4. miejscu notowania Billboard 200. Sprzedał się w nakładzie 1.5 miliona egzemplarzy i został zatwierdzony jako platyna. Promują go single "Who's That Girl" i "Let Me Blow Ya Mind" z Gwen Stefani.

## Sprzedaż
W pierwszym tygodniu sprzedano 152 000 egzemplarzy. Potem ta liczba zmalała, jednak przez 20 tygodni kupowano po 50 tysięcy tygodniowo. Ogólnie sprzedano 1.5 miliona egz.

## Lista utworów
1. "Intro" 0:18
2. "Cowboy" 3:15
3. "Who's That Girl" 4:42
4. "Let Me Blow Ya Mind" (ft. Gwen Stefani) 3:49
5. "3 Way (Skit)" (ft. Erex & Steve J.) 0:41
6. "You Had Me, You Lost Me" 4:21
7. "Got What You Need" (ft. Drag-On) 3:52
8. "Fronthin' (Skit)" (ft. Mo'nique) 0:43
9. "Gangsta Bitches" (ft. Trina & Da Brat) 4:24
10. "That's What It Is" (ft. Styles P) 3:40
11. "Scream Double R" (ft. DMX) 3:41
12. "Thug In The Street" (ft. The Lox & Drag-On) 5:02
13. "No,No,No" (ft. Damian Marley & Stephen Marley) 5:37
14. "You Ain't Gettin None" 4:11
15. "Life Is Go Hard" (ft. Teena Marie) 4:55
16. "Be Me" (ft. Mashonda Tifrere) 4:09
17. "Love Is Blind" (ft. Faith Evans) (Bonus)
18. "Got It All" (ft. Jadakiss) (Bonus)